# 連結線
延音线，又叫同音连线（tie）是西方音乐记谱法中的符号，将二个相同音高及音名的音符连接在一起，表示这二个音要弹奏成一个音，时值为两者之和。延音线看起来类似圆滑线，但圆滑线要连接不同音高的音符并连贯演奏，而延音线连接相同音高的音符并合并演奏。
1. ↑  .   [2022-05-04]. （原始内容存档于2022-01-20）.